# Rhogeessa mira
Rhogeessa mira is een zoogdier uit de familie van de gladneuzen (Vespertilionidae). De wetenschappelijke naam van de soort werd voor het eerst geldig gepubliceerd door LaVal in 1973.

## Voorkomen
De soort komt voor in Mexico.